# Marco Artunghi
Marco Artunghi (Chiari, 12 juli 1969) is een voormalig Italiaans wielrenner. Hij was een trouwe adjudant van onder meer Claudio Chiappucci en Marco Pantani bij Carrera en Mercatone Uno. Hij behaalde tijdens zijn carrière één overwinning.

## Overwinning
1994
Ronde van Mexico, 14e etappe naar Mexico City

## Resultaten in grote rondes en monumenten
| Jaar | Ronde van Italië | Ronde van Frankrijk | Ronde van Spanje |
| ---- | ---------------- | ------------------- | ---------------- |
| 1993 |                  | opgave              |                  |
| 1994 | buiten tijd      | opgave              |                  |
| 1995 |                  |                     | opgave           |
| 1996 | 89e              |                     |                  |
| 1997 |                  | 91e                 |                  |
| 1998 |                  |                     |                  |
| 1999 |                  | opgave              |                  |

| Jaar | Milaan-San Remo | Ronde van Vlaanderen |
| ---- | --------------- | -------------------- |
| 1993 |                 |                      |
| 1994 |                 |                      |
| 1995 |                 |                      |
| 1996 | 111e            | 51e                  |
| 1997 | 78e             |                      |
| 1998 | 38e             |                      |
| 1999 |                 |                      |

## Belangrijkste overige resultaten
1993
- E3 Prijs Harelbeke (147e)
- Ronde van Zwitserland (98e)
- Paris-Tours (90e)

1994
- Rund um den Henninger Turm (9e)
- Ronde van Zwitserland (91e)
- Clasica San Sebastian (106e)
- Paris-Tours (78e)

1995
- Ronde van Zwitserland (82e)
- GP Città di Rio Saliceto é Correggio (4e)

1996
- Gent-Wevelgem (55e)
- Waalse Pijl (69e)
- Veenendaal-Veenendaal (27e)
- Rund um den Henninger Turm (26e)
- Ronde van Polen (39e)
- Paris-Tours (43e)

1997
- Clasica de Almeria (7e)
- Rund um den Henninger Turm (74e)
- Grote Scheldeprijs (68e)
- Trofeo Matteotti (10e)
- GP Plouay (11e)
- Ronde van Polen (27e)

1998
- Paris-Tours (100e)

1999
- Grote Scheldeprijs (45e)
- Ronde van Romandië (100e)
- Paris-Tours (73e)

2000
- GP Costa degli Etruschi (59e)
- Trofeo Luis Puig (91e)
- GP Città di Civitanova Marche (52e)
- Grote Scheldeprijs (45e)
- Ronde van Zwitserland (89e)
- Paris-Tours (40e)